# Karel Wälzer
Karel Wälzer (Plzeň, 1888. augusztus 28. – Prága, 1948. január) olimpiai bronzérmes, Európa-bajnok csehszlovák válogatott cseh jégkorongozó.
Részt vett az 1920-as nyári olimpián, ahol a csehszlovák válogatott tagja volt, mint kapus. Első mérkőzésükön a kanadai válogatott 15–0-ra legyőzte őket. Ezután az ezüstéremért játszottak az amerikai válogatottal, és ismét nagyon kikaptak, ezúttal 16–0-ra. A bronzmérkőzésen viszont 1–0-ra legyőzték a svéd válogatottat, és így bronzérmesek lettek.
1910-ben a České Sportovni csapatában kezdett jégkoronogozni. Az első világháború félbeszakította pályafutását, és 1921-ben vissza is vonult. Részt vett az 1912-es és 1914-es jégkorong-Európa-bajnokságon a bohémiai válogatottban, és 1914-ben aranyérmet nyert. Az 1912-esen is aranyérmesek lettek, de ekkor Ausztria nem volt még szövetségtag, és mivel részt vett az eseményen, ezért utólag törölték az eseményt. 1921-ben már a csehszlovák válogatottban játszott, és lett Európa-bajnoki ezüstérmes.